# Насакин, Михаил Романович
Михаил Романович Насакин (1 мая 1813 — 22 ноября 1882) — русский генерал-майор, участник нескольких войн XIX века, в том числе, Крымской войны и подавления Польского восстания 1863. Настоящее отчество — Рейнгольдович.

## Биография
Родился в семье полковника, участника Отечественной войны 1812, участника подавления Польского восстания 1830—1831 годов, участника Битвы при Остроленке — Рейнгольда Йохана Карловича Насакина и его первой жены — Каролины Ловисы Талены Бергенстрейл. 

От этой же жены у его отца был еще один сын — Карл Фердинанд (1818), а от второй жены еще 5 детей — Эмилия Ловиса София (1823), Йоханна Элизабет (1826), Николай (1828), Александр (1829), Рейнгольд Пётр (1831).

## Семья
Был женат на Вере Кох, с которой у него были дети: Александра (1851), Ольга (1853), Николай (1854), Ольга (1856), Михаил (1857), Елизавета (1858).

## Карьера
Изначально был юнкером Финляндского полка.

С 30.4.1830 — подпоручик.

С 18.12.1835 стал прапорщиком Волынского полка.

В 1838 году командовал частью армии в Кавказской войне.

С 18.12.1839 — лейтенант.

С 1.5.1842 — штабс-капитан.

С 18.12.1845 — капитан.

С 2.3.1847 — подполковник Староингерманландского пехотного полка.

С 13.10.1851 — полковник.

С 25.3.1853 — служил в Егерском Его Королевского Высочества принца Альберта Саксонского полке.

С 2.1.1854 — командир Новоингерманландского 10-го пехотного полка.

12-го января прибыл вновь назначенный командир полка полковник Михаил Романович Насакин, которому тотчас по вступлении в должность пришлось готовиться к походу и знакомиться с Новоингерманландцами, одни команды формировать, другие распускать: одним словом, сразу проявить усиленную деятельность, как в административном, так и в строевом отношении, особенно в последнем, когда после неудач на театре войны, полки чуть не сделались музеями по разнообразию своего вооружения.
1.12.1863 подал прошение об уходе в отставку. Произведен в генерал-майоры, отставка принята.

Скончался 22.11.1882 в Санкт-Петербурге.

## Награды
- Святой Анны 3-й степени с бантом — 11 сентября 1838
- Святой Анны 2-й степени — 10 апреля 1850
- ИМП. К. к с. ор.
- З. о. за XX л.
- Святого Владимира 4-й степени — 22 декабря 1857
- Красного Орла 3-й степени (Пруссия).